# Communauté de communes des Trois Vallées (Charente)
Pour les articles homonymes, voir Communauté de communes des Trois Vallées.
La Communauté de communes des Trois Vallées est une ancienne communauté de communes française, située dans le département de la Charente et le pays du Ruffécois.
Elle est fusionnée depuis le 1er janvier 2014 au sein de la communauté de communes Val de Charente.

## Histoire
- Régime fiscal (au 01/01/2005) : fiscalité additionnelle
- Superficie : 2,36 % du département de la Charente
- Population : 0,97 % du département de la Charente
- Évolution annuelle de la population (entre 1990 et 1999) : -0,47 % (-0,08 % pour le département)
- 2 canton(s) concerné(s) : Canton de Ruffec et Canton de Villefagnan
- 0 ville(s) de plus de 2 000 habitants
- 0 ville(s) de plus de 15 000 habitants

## Composition
Elle regroupait 9 communes le 1er janvier 2013 :
| Nom                           | Code Insee | Gentilé           | Superficie (km2) | Population (dernière pop. légale) | Densité (hab./km2) |
| ----------------------------- | ---------- | ----------------- | ---------------- | --------------------------------- | ------------------ |
| Verteuil-sur-Charente (siège) | 16400      | Verteuillais      | 14,24            | 628 (2014)                        | 44                 |
| Couture                       | 16114      | Couturois         | 10,61            | 158 (2014)                        | 15                 |
| Nanteuil-en-Vallée            | 16242      | Nanteuillais      | 68,85            | 1 365 (2014)                      | 20                 |
| Poursac                       | 16268      | Poursacais        | 11,39            | 187 (2014)                        | 16                 |
| Saint-Georges                 | 16321      |                   | 2,25             | 56 (2014)                         | 25                 |
| Saint-Gourson                 | 16325      | Saint-Goursonnais | 10,09            | 141 (2014)                        | 14                 |
| Saint-Sulpice-de-Ruffec       | 16356      |                   | 2,38             | 32 (2014)                         | 13                 |
| Salles-de-Villefagnan         | 16361      |                   | 12,83            | 340 (2014)                        | 27                 |
| Villegats                     | 16410      | Villegatois       | 7,71             | 220 (2014)                        | 29                 |